# Xyela koraiensis
Xyela koraiensis (лат.) — вид перепончатокрылых насекомых рода Xyela из семейства пилильщиков Xyelidae.

## Распространение
Южная Корея, Россия (Приморский край).

## Описание
Мелкие пилильщики, длина около 4 мм. Длина переднего крыла самок 3,7—4,2 мм (самцы 3,4—3,8 мм). Голова жёлтая с чёрными отметинами. Ложногусеницы питаются предположительно на корейском кедре (Pinus koraiensis). Вид был впервые описан в 2013 году немецким энтомологом Стефаном Бланком (Senckenberg Deutsches Entomologisches Institut, Müncheberg, Германия) и японским гименоптерологом Akihiko Shinohara (Department of Zoology, National Museum of Nature and Science, Цукуба, Ибараки, Япония).